# 17. dynastie
17. dynastie je poslední ze staroegyptských královských dynastií řazených egyptology do historického období označovaného Druhá přechodná doba. Panovnický rod Hyksósů v 15. dynastií sídlil ve Vesetu a ovládal část Horního Egypta. Skutečný rozsah moci, kterou vládci disponovali, ovšem nelze s výjimkou posledních králů určit. Její poslední dva členové vedli proti Hyksósům aktivní vojenský odpor, který završil jejich nástupce a první panovník 18. dynastie Ahmose I. Panovníci 17. dynastie vládli přibližně v letech 1680–1543 př. n. l.. Druhá přechodná doba se podle některých zdrojů datuje již od 13. dynastie, takže s přihlédnutím k relativně spolehlivé dataci od konce 12. dynastie rokem 1760 př. n. l. do počátku opět sjednoceného Egypta v 18. dynastii uplynulo ~280 let. Vyznačené 14.–17. dynastie v Druhé přechodné době se vztahují k seznamu Manehta, který byl patrně vytvořen až v období Ptolemájovského Egypta, přibližně v letech 280–245 př. n. l., které se uvádí jako období života kněze Manehta. Nejsou to tedy dynastie podložené posloupností rodové příslušnosti, ale spíše na základě předpokládaných historických událostí a nedostatku věrohodných dat. Nicméně zakladatel 18. dynastie Ahmose I. byl údajně druhým synem faraona Tao-Sekenenre
 a také období označovaného jako Nová říše.

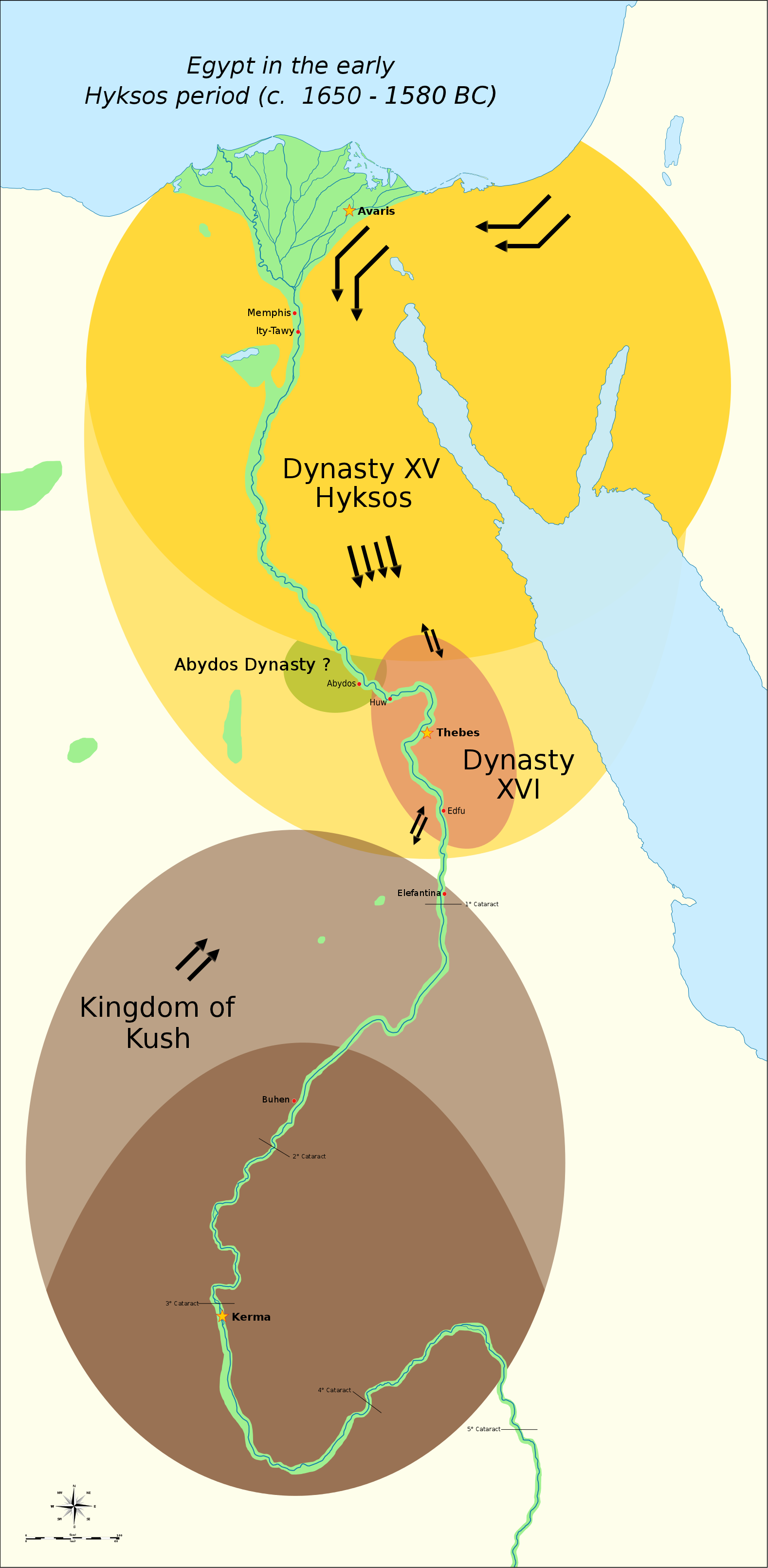
Politická mapa v 15. dynastii

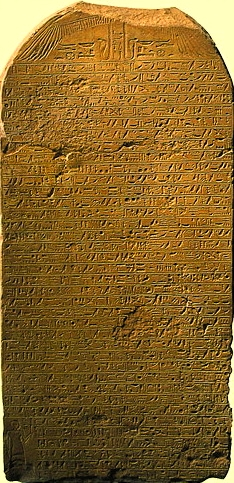
Stéla Kámose, záznam o vítězné výpravě proti Hyxsósům, museum Luxor

## Panovníci
| r · D36 | N5 · Z1 | R4 · t · p |

| r · D36 | N5 · Z1 | R4 · t · p |

| N5 | S42 | V29 | N28 · Z2 |

| N5 | S42 | V29 | N28 · Z2 |

| I4 | m | V16 · Z1 · f |

| I4 | m | V16 · Z1 · f |

| ra | sxm | wAD | xa · a · Z2 |

| ra | sxm | wAD | xa · a · Z2 |

| I4 | m | V16 · f |

| I4 | m | V16 · f |

| N5 | S42 | F30 · N17 · N17 |

| N5 | S42 | F30 · N17 · N17 |

| W25 | n&t&f | O29V |

| W25 | n&t&f | O29V |

| N5 | Y8 | F13 | p · Z10 | U4 | D36 · t |

| N5 | Y8 | F13 | p · Z10 | U4 | D36 · t |

| W25 | i | n&t&f |

| W25 | i | n&t&f |

| N5 | S12 | L1 |

| N5 | S12 | L1 |

| W25 | n&t&f | O29V |

| W25 | n&t&f | O29V |

| N5 | Y8 | h · r | Hr · Z1 | Aa11 · a |

| N5 | Y8 | h · r | Hr · Z1 | Aa11 · a |

| N12 | ms | s |

| N12 | ms | s |

| N5 | O34 · N35 · M3 | Aa1 · X1 | D40 · N35 |

| N5 | O34 · N35 · M3 | Aa1 · X1 | D40 · N35 |

| t · X4 | O29 · D36 | Y1 |

| t · X4 | O29 · D36 | Y1 |

| N5 · O34 | X7 · n | n · D40 |

| N5 · O34 | X7 · n | n · D40 |

| D28 · D52 | F31 | s | A24 |

| D28 · D52 | F31 | s | A24 |

| N5 | M13 | M40 | L1 |

| N5 | M13 | M40 | L1 |